# Rhyacophila ivrizica
Rhyacophila ivrizica là một loài Trichoptera trong họ Rhyacophilidae. Chúng phân bố ở miền Cổ bắc.